# 유재건 (1937년)
유재건(柳在乾, 1937년 9월 19일~2022년 12월 1일)은 대한민국의 정치인이다. 호(號)는 혜천(惠泉)이다.

## 학력
- 1950년 서울돈암국민학교 졸업
- 1953년 경기중학교 졸업
- 1956년 경기고등학교 졸업
- 1960년 연세대학교 정법대학 정치외교학 학사
- 1965년 연세대학교 대학원 정치외교학 석사
- 1971년 브리검영 대학교 대학원 사회학 석사
- 1974년 워싱턴 주립 대학교 대학원 사회학 (박사과정 수료)
- 1977년 캘리포니아 대학교 데이비스 법과대학원 J.D.

## 경력
- 경원대학교 교수
- 경원대학교 학장
- 연세대학교 총동문회 상임부회장
- 경제정의실천시민연합 지도위원, 교통광장 대표
- 사회복지재단 선덕원 이사
- 한국여성유권자연맹 자문위원
- 한미의원외교협의회 회장
- 영풍 대표이사 사장
- 미국 연방정부 지방사회 변호사
- MBC 시사토론 진행자
- KBS 생방송 심야토론 진행자
- 새정치국민회의 창당발기인
- 새정치국민회의 부총재
- 새정치국민회의 수석부총재
- 새정치국민회의 총재 비서실장
- 새정치국민회의 대외협력특별위원장
- 한국보이스카우트 북부연맹 연맹장
- 제15·16·17대 국회의원
- 새천년민주당 고문
- 새천년민주당 전국대의원대회 의장
- 새시대전략연구소 이사장
- 민족정책연구원 원장
- 국회 국방위원회 위원장
- 국제의원연맹(IPU) 제3상임위원장
- 열린우리당 국제협력특별위원장
- 열린우리당 상임중앙위원
- 열린우리당 비상집행위원장
- 열린정책연구원 이사장
- 열린정책연구원 원장
- 국회 스카우트연맹 회장
- 국제의원연맹(IPU) 집행의원
- 온누리교회 장로
- 한국유스호스텔연맹 총재
- 한국유네스코협회연맹 회장
- 제3대 CGN TV 대표이사

## 역대 선거 결과
|  | 36.06% |

|  | 47.93% |

|  | 42.84% |

## 소속 정당
| 소속 정당 | 소속 정당      | 소속 기간 | 비고                |
| --------- | -------------- | --------- | ------------------- |
|           | 새정치국민회의 | 1995~2000 | 창당 정계 입문      |
|           | 새천년민주당   | 2000~2003 | 합당                |
|           | 무소속         | 2003      | 탈당                |
|           | 열린우리당     | 2003~2007 | 창당                |
|           | 대통합민주신당 | 2007~2008 | 합당                |
|           | 무소속         | 2008      | 탈당                |
|           | 자유선진당     | 2008      | 입당                |
|           | 무소속         | 2008~2022 | 탈당 정계 은퇴 사망 |

## 같이 보기
- 성북구 갑
- 서울 성북구의 국회의원